# Zdenek Ceplecha
Zdenek Ceplecha (Praga, 27 gennaio 1929 – 4 dicembre 2009) è stato un astronomo ceco.
Zdenek Ceplecha è stato un astronomo ceco. Ceplecha era membro dell'Unione Astronomica Internazionale e partecipava ai lavori della sezione III nelle Commissioni 15 e 22.
Ha studiato all'Università Carolina a Praga laureandosi nel 1952, ha conseguito il dottorato nel 1956.

## Attività
L'attività di ricerca di Ceplecha si è diretta in particolare verso la Meteoritica, con studi sulle comete, meteoroidi, bolidi e meteore, in questo ambito Cepleca ha lasciato una notevole impronta.
La scelta di Ceplecha di occuparsi di Meteoritica è nata dopo aver assistito alla grande pioggia meteorica delle Draconidi del 9 ottobre 1946.
Nel 1959 Ceplecha riuscì a calcolare l'orbita, calcolare il punto di caduta e a far recuperare la meteorite di Pribram, un fatto senza precedenti prima di allora, nel 1963 è stato il fondatore dell'European Fireball Network.
Cepleca ha lavorato principalmente all'Osservatorio di Ondřejov, ha anche lavorato dal 1968 al 1971 presso lo Smithsonian Institution. Ha pubblicato oltre 150
lavori.

## Riconoscimenti
- Nel 1984 la National Academy of Sciences gli assegnò il George P. Merrill Award[7].
- Nel 1989 gli è stata assegnata la medaglia d'oro per le Scienze Fisiche dell'Accademia delle Scienze cecoslovacca[8].
- Nel 2004 gli fu attribuito il Frantisek Nusl Prize[9].
- Nel 2006 ricevette il Praemium Bohemiae[10].
- Nel 2009 ha ricevuto la Medaglia di merito di 2º classe[11].

In suo onore un asteroide è stato chiamato 2198 Ceplecha .